# Knapptryckarkompaniet
Knapptryckarkompaniet är en bok från 2011 av den före detta moderata riksdagsledamoten Anne-Marie Pålsson i vilken hon kritiserar dels sitt tidigare parti, dels och framförallt det system i Sveriges riksdag som reducerat ledamöterna till röstboskap åt partiledningen.

## Innehåll
Kritiken handlar bland annat om toppstyrning och härskartekniker med partipiska som enligt Pålsson leder till fjäsk, rädsla och konformism. Pålsson menar att riksdagen inte är det maktcentrum som väljarna tror, men att det istället fjärrstyrs från partihögkvarteren medan ledamötena närmast fungerar som statister. Som exempel används bl.a. statsminister Fredrik Reinfeldts bemötande av riksdagsledamoten Karl Sigfrid samt Reinfeldts avfärdande av kritiken i samband med FRA-omröstningarna. Pålsson var även kritisk mot partiets dåvarande hållning om partibidragen vilka hon menade öppnade för korruption och maktmissbruk.
Pålsson menar också att det var lägre i tak den andra mandatperioden, när partiet hade bildat regering, än den första perioden när det var i opposition, vilket även 2013 kunde beläggas av doktoranden Anders Sundell.
Pålsson föreslår att riksdagens makt ska utökas, bland annat genom att införa en konstitutionsdomstol som har rätt att häva grundlagsstridiga beslut, öronmärka delar av partistödet till riksdagsledamöterna, återinföra två kammare i riksdagen och hålla fler folkomröstningar.
I boken tackade Pålsson Riksdagens utredningstjänst för hjälp att ta fram underlag på områden som rörde konstitutionella frågor, vilket bidrog till att boken även innehöll internationella jämförelser.

## Respons
Dagens Nyheter skrev om boken att "Kanske är Knapptryckarkompaniet en partsinlaga från en besviken före detta riksdagsledamot, kanske måste det som skrivs tas med en stor nypa salt. Men om hälften stämmer är det illa nog. Boken tecknar en sorgsen bild av hälsotillståndet för den parlamentariska demokratin och borde få larmklockorna att ljuda högt inom Moderaterna. [...] det är inte partiledningen som är framröstad av väljarna."
Aftonbladet kallade boken en "dissidentrapport från livet i den politiska saltgruvan" och Martin Aagård skrev att "Det mest skrämmande med Pålssons bok är kritiken av hur moderaterna hemlighåller sina partibidrag. För här är det inte en politisk fiende som motsätter sig smusslandet, utan en forskare i nationalekonomi och lojal moderat som menar att det 'öppnar för vänskapskorruption och maktmissbruk'."
Fredrik Reinfeldt avböjde inledningsvis att kommentera uppgifterna i boken. I Ekots lördagsintervju försvarade han senare den hårda ledarstilen med att han som regeringschef måste försvara uppnådda kompromisser inför sitt parti när en proposition väl är lagd på riksdagens bord.
Flera saker som Pålsson skrev om Moderaterna i boken upprepades av den tidigare partikollegan Finn Bengtsson när denne 2015 uppmärksammades för att öppet kritisera decemberöverenskommelsen och gå emot partilinjen genom att rösta för Alliansens budget. Bengtsson (även han akademiker) har bland annat bekräftat hårda ord riktade mot ledamöter med avvikande uppfattningar på riksdagsgruppens möten, svårigheten att bidra inom det områden han kan bäst samt hur ledamöter dagtingar med samvetet för att nå och behålla makten. Bengtsson, som gick med i partiet 1970, beskrev även hur Moderaterna inför de tre senaste partiledarbytena (Bo Lundgren, Fredrik Reinfeldt och Anna Kinberg Batra) lovade mer öppenhet och högre i tak men att det tvärt om istället har blivit ännu mer toppstyrt och har befäst sig som en kultur i partiet.